# باول هاريس (سياسي)
باول هاريس (بالإنجليزية: Paul Harris) هو سياسي أمريكي، ولد في 12 أبريل 1953 في بورتلاند في الولايات المتحدة. حزبياً، نشط في الحزب الجمهوري. وقد انتخب عضو مجلس نواب واشنطن (2010 – ).